# Cuaespinós cellablanc
El cuaespinós cellablanc (Hellmayrea gularis) és una espècie d'ocell de la família dels furnàrids (Furnariidae) i única espècie del gènere Hellmayrea Stolzmann, 1926.

## Hàbitat i distribució
Habita la malesa de les zones boscoses ales muntanyes de Colòmbia i nord-oest de Veneçuela i cap al sud, a través de l'est de l'Equador fins Perú.